# Podljev krvi
Podljev krvi ili hematom (lat. haematoma), nakupina je krvi izvan krvnih žila, nastaje zbog krvarenja (hemorrhagia), ili preciznije unutarnjeg krvarenja. Ako se nalazi ispod kože onda se naziva modrica. 
Pojam se ne smije miješati s pojmom hemangiom koja je abnormalno nakupljanje krvnih žila u koži i unutarnjim organima. Najčešće se javlja nakon udarca i prezentira se kao modrica (potkožni hematom). Modrica ili podljev krvi nastaje kad se krvna žila (najčešće udarcem) ošteti. Krv iscuri u okolna tkiva. Tu krv vidimo kroz kožu kao zelenkasto ili plavkasto tkivo i tada se kaže da imamo "modricu". 
Naše tijelo se na više načina brine da krvarenje prestane: krvne žile se sužavaju, stvaraju se "čepovi" i vlakna s ugrušcima. Ta mjesta postaju otečena, osjetljiva, a najčešće i bolna.

## Klinička slika
Hematom—od αίμα, haima, krv + τωμα, t-oma—abnormalna pojava. 
Hematomi mogu biti vidljivi pod kožom i nazivaju se modrica (ecchymosis), ali također može biti u unutarnjim organima. Primjeri su hematomi u jetri ili mozgu. Mogu se javiti i između organa i u unutrašnjim tjelesnim šupljinama (abdomen, prsni koš). Često su osjetljivi na dodir zbog povećanog tlaka između tkiva.  Često se javljaju formacije u obliku ciste unutar koje se krv koagulira i zaustavlja se krvarenje. Nakon izvjesnog vremena, obično nakon 7 dana dolazi do kolikvacije hematoma uz istovremenu resorpciju stare krvi. Hematomi u rahlim tkivima se mogu pokretati obično pod uticajem gravitacije.
Ako se nalaze u zglobnim šupljinama mogu smanjiti mobilnost zgloba i dovesti do otoka okolnih mekih tkiva. Ako je krvarenje ograničeno na prostor koji je okružen čvrstim i neelastičnim strukturama (kosti, hrskavice i fascije) tlak može porasti do te mjere da ugrozi normalno tkivo. Subduralni i epiduralni hematomi pritisču mozak uzrokujući pomicanje mozga, gubitak svijesti i hernijaciju velikog mozga u stražnju lubanjsku jamu. Compartment sindrom (sindrom odjelka) predstavlja ozbiljnu komplikaciju kod povreda donjih ekstremiteta. Povišen tlak u odjeljku pritišće krvne sudove koji zbog toga kolabiraju, oticanje krvi je onemogućeno, nastaje ishemia tkiva i posljedični edem (otok) koji dalje povećava tlak u odjeljku. 
Ako dođe do infekcije nastaju inficirani hematomi koji se pretvaraju u apscese (lat. abscessus).                                      

## Klasifikacija

### Tipovi
- Glava
  - Subgalealni hematom – između galea aponeurotica i periosta
  - Cephalhematoma – između periosta i lubanje
  - Epiduralni hematom – između lubanje i dura mater
  - Subdurallni hematom – između dura mater i arahnoidea
  - Subarachnoid hematoma – između arahnoidea pia mater (lat. spacies subarachnoidalis)
  - Othematoma – između kože i hrskavice uha
  - Perihondralni hematom na uhu
- Potkožni hematom (u narodu se naziva modrica)
- Perianalni hematom (anus)
- Subungvalni hematom (nokat)Subungvalni hematm(nokat)

### Stupnjevi
- Petechiae – mali hematomi do 3 mm u dijametru
- Purpura – modrica do 1 cm. u promjeru obično okrugla
- Ecchymosis – hematom preko 3 cm

## Uzroci
Čest uzrok su povrede u sportu ili prometnim nesrećama. Hematomi mogu nastati i spontano ako postoje poremećaji koagulacije. Ako pacijenti uzimaju kumarinske preparate pri tretmanu srčanih oboljenja te radi prevencije tromboze mogu dobiti spontane hematome. Trombocitopenija, bez obzira na uzrok, može dovesti do pojave trombocitopenične purpure. 
Operativni zahvati mogu biti komplicirani krvarenjem i formacijom hematoma ako krv ne ističe iz tijela. Minuciozna kirurška tehnika je uvjet za izbjegavanje ovih komplikacija.

## Terapija
Manji hematomi ne zahtijevaju kirurški tretman. Ako se nalaze potkožne modrice heparinske masti mogu biti od pomoći. 
Hematomi unutar lubanje zahtijevaju hitnu dekompresiju i evakuaciju hematoma.
Hematomi unutar prsišta (haematothorax) se moraju evakuirati ako pomiču pluća i srce. Obično je dovoljno drenirati prsište i postaviti aktivnu podvodnu aspiracionu drenažu.
Hematomi unutar trbušne šupljine (haematoperitoneum) se evakuiraju ako postoji značajna hemodinamska nestabilnost pacijenta ili se na UZ pregledom pronađe velika količina krvi ili ako postoji sindrom abdominalnog kompartmenta.
Hematomi trbušnog zida i ekstremiteta se evakuiraju ako hematom perzistira i ne može se spontano resorbirati.  Kompartment sindrom je indikacija za operativni tretman gdje se fascije mišića moraju razrezati.

## Vanjske poveznice
|  | Zajednički poslužitelj ima još gradiva o temi Podljev krvi |

|  | Molimo pročitajte upozorenje o korištenju medicinskih informacija. Ne provodite liječenje bez savjetovanja s liječnikom! |